# Будинок немовлят (Запоріжжя)
Буди́нок немовля́т (також будинок малятка) у Запоріжжі — будинок дитини, в якому під час Голодомору 1932—1933 років померло понад 700 дітей.

## Історія
Будинок знаходиться за адресою вулиця Олександрівська, 7 (до Другої світової війни — вулиця Рози Люксембург, після — вулиця Дзержинського). Нині в будинку розміщено держказначейство Олександрівського району і ветеринарна лікарня. Будинок — особняк XIX століття, має статус пам'ятки архітектури місцевого значення.
В роки Голодомору 1932—1933 років в Запоріжжі відбувалися «будні великих будівництв» — зводилися Дніпровська ГЕС, будувалися заводи й інші промислові будівництва. Дітей з голодних сел в Запоріжжя привозили батьки у надії врятувати від голоду. Малюки, що потрапляли до дитбудинків у роки Голодомору, часто не знали своїх прізвищ, тому отримували нові. Їх називали на честь місць, де їх знайшли, відомих осіб чи давали прізвища працівників притулку.
Про умови перебування в будинку немовлят не зберіглося жодних документальних свідчень, єдине існуюче джерело інформації про ті роки — свідчення поодиноких свідків, серед яких Марія Сидоренко, жінка 1928 року народження, що перебувала в Запорізькому будинку малятка і вижила. Будучи у літньому віці, вона поділилася дитячими спогадами зі своєю племінницею Ганною Нужною, у будинку якої жила декілька десятиліть аж до своєї смерті у 2012 році. За її спогадами, діти були голі, вимазані зеленкою, лежали на дерев'яних дошках, а на запитання про те, чим їх годувала, відповідала, що «це було таке, що його не можна було назвати їжею».
За спогадами Марії Сидоренко, перед дитячим будинком був виритий (або він там і був) дуже глибокий рів, в який кидали мертвих дітей і зверху присипали землею. Сидоренко пробула в будинку немовлят до 1935 року, аж поки її знайшов і забрав батько, який вийшов з тюрми після розкуркулення.

## Дослідження і кількість жертв
У 1993 році в місцевій газеті «Наше місто» директор обласного державного архіву Запорізької області Олександр Тедеєв опублікував статтю, в якій зазначалося, що «у будинку малюків, який містився по вулиці Рози Люксембург, 7, протягом двох тижнів, з 5 по 15 травня 1933 року, від виснаження померло 35 діточок віком від 3 місяців до 3 років».
Краєзнавець на громадських засадах Анатолій Пеньок протягом двох років виписував із книги реєстрації актів цивільного стану населення Сталінського району довідки про смерть немовлят зі вказівкою одного й того ж місця: «Будинок малятка на вул. Рози Люксембург, 7» або «Будинок малятка» без адреси, але з тими самими прізвищами лікарів, які там працювали. Акти, підписані одними і тими ж двома прізвищами без посад та ініціалів «медпрацівників будинку немовлят» — Холодна і Фількова. Усього з травня 1932 по листопад 1933 (включно) загинуло 788 (за іншими даними — 726) дітей. Пік припав на кінець весни — початок літа 1933: у травні померло 108 дітей, у червні — 119, липні — 112. Найпоширенішими причинами смерті зазначені інтоксикація, шлункове захворювання, виснаження та гастроентерит.
Протягом багатьох років Анатолій Пеньок і Валентина Земляченко добивалися відкриття меморіальної дошки на будинку. 20 листопада 2014 року на клопотання Запорізької обласної організації Всеукраїнського об'єднання «Свобода» виконавчий комітет Запорізької міської ради ухвалив рішення «Про встановлення меморіальної дошки з метою увічнення пам'яті дітей, померлих під час Голодомору 1932—1933 років». Напис на дошці — «На цьому місці у будинку немовлят за адресою: вул. Рози Люксембург, 7/26 під час Голодомору 1932—1933 років померло понад 700 дітей».
У листопаді 2020 року, в дні роковин Голодомору 1932—1933 років меморіальні дошки були пошкоджені. Одну з них облили чорною фарбою, іншу — частково розбито. Ввечері того ж дня меморіальні дошки було відновлено.